# Элагат
Элагат, или радужная макрель (лат. Elagatis bipinnulata), — вид морских лучепёрых рыб из монотипического рода Elagatis семейства ставридовых (Carangidae). Широко распространены в тропических и тёплых умеренных водах всех океанов. Максимальная длина тела 180 см. Морские пелагические рыбы. Имеют промысловое значение. Популярный объект спортивной рыбалки.

## Описание
Тело удлинённое, веретенообразной формы, слегка сжато с боков; высота тела составляет 21,3—22,4% длины тела. Рыло длинное, заострённое. Глаза маленькие; жировое веко развито слабо. Верхняя челюсть с дополнительной косточкой; окончание верхней челюсти не доходит до вертикали, проходящей через начало глаза. Ворсинковидные зубы на обеих челюстях идут узкими полосками, есть мелкие зубы на нёбе, сошнике и языке. На первой жаберной дуге 36—37 жаберных тычинок, из них на верхней части дуги 10—11 тычинок, и 26 тычинок на нижней. Два спинных плавника. В первом спинном плавнике 5—6 жёстких лучей, а во втором — 1 жёсткий и 23—24 мягких лучей. В анальном плавнике 1 колючий и 16—17 мягких лучей; перед плавником расположена одна колючка, у взрослых особей скрыта под кожей. За мягкими лучами спинного и анального плавников расположены по два дополнительных плавничка, в каждом из которых по одному лучу. Основания спинных и анального плавников покрыты чешуёй. Грудные плавники короткие (примерно в 2 раза короче длины головы). Брюшные плавники равны по длине грудным. Боковая линия делает невысокую дугу в передней части, а затем идёт прямо до хвостового стебля. Длина хорды выгнутой части боковой линии немного меньше длины прямой части. В боковой линии нет костных щитков. Хвостовой плавник серповидный с длинными лопастями. На хвостовом стебле есть по 2 канавки с каждой стороны. Позвонков 24.

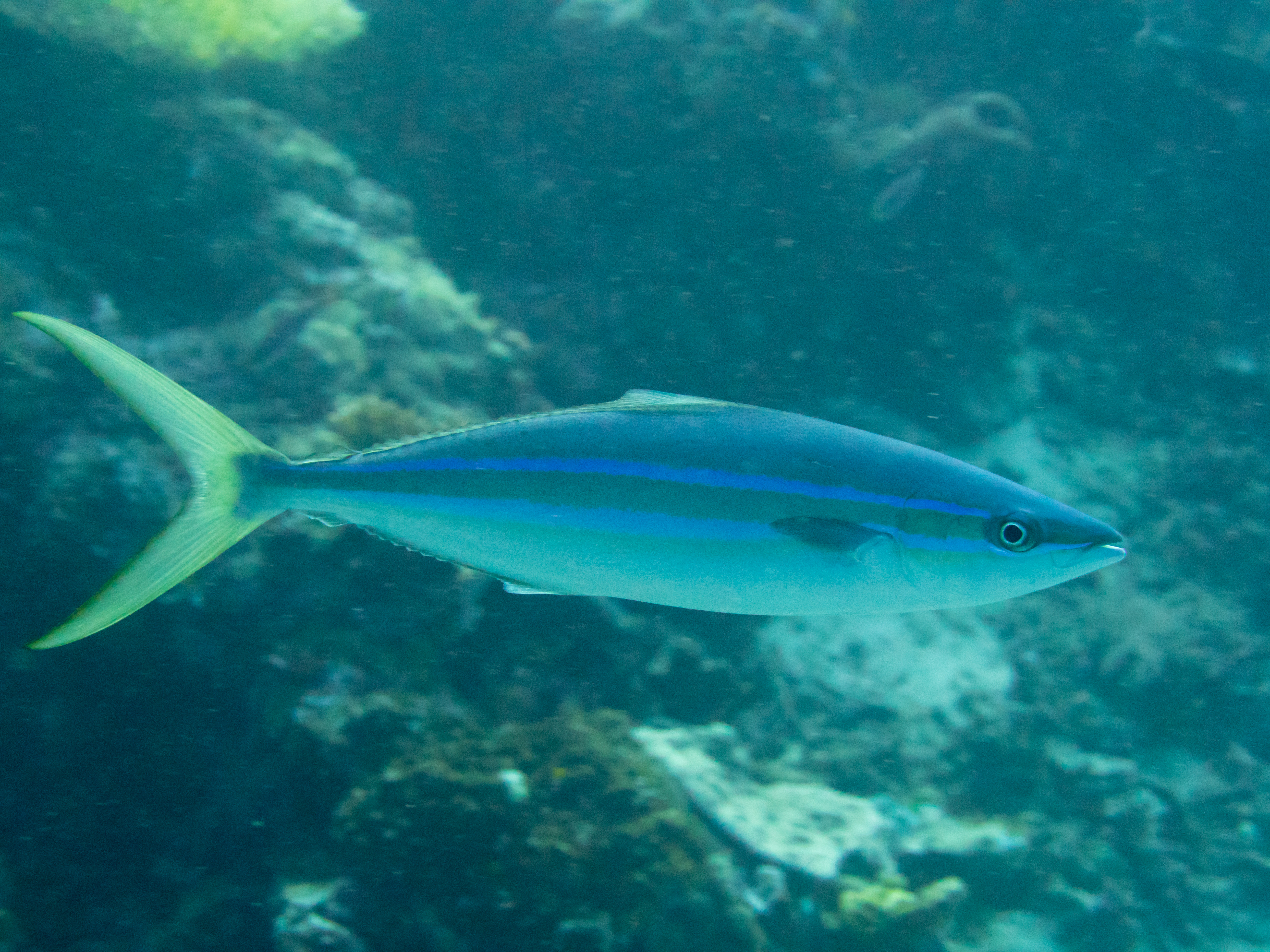

Верхняя часть тела тёмно-оливково-синего или зелёного цвета, нижняя часть тела белая. По бокам тела проходят две узких полосы светло-синего или голубовато-белого цвета, между ними идёт широкая оливковая или желтоватая полоса. Плавники тёмные с оливковым или жёлтым оттенком.
Максимальная длина тела — 180 см, обычно до 90 см. Масса тела — до 46,2 кг.

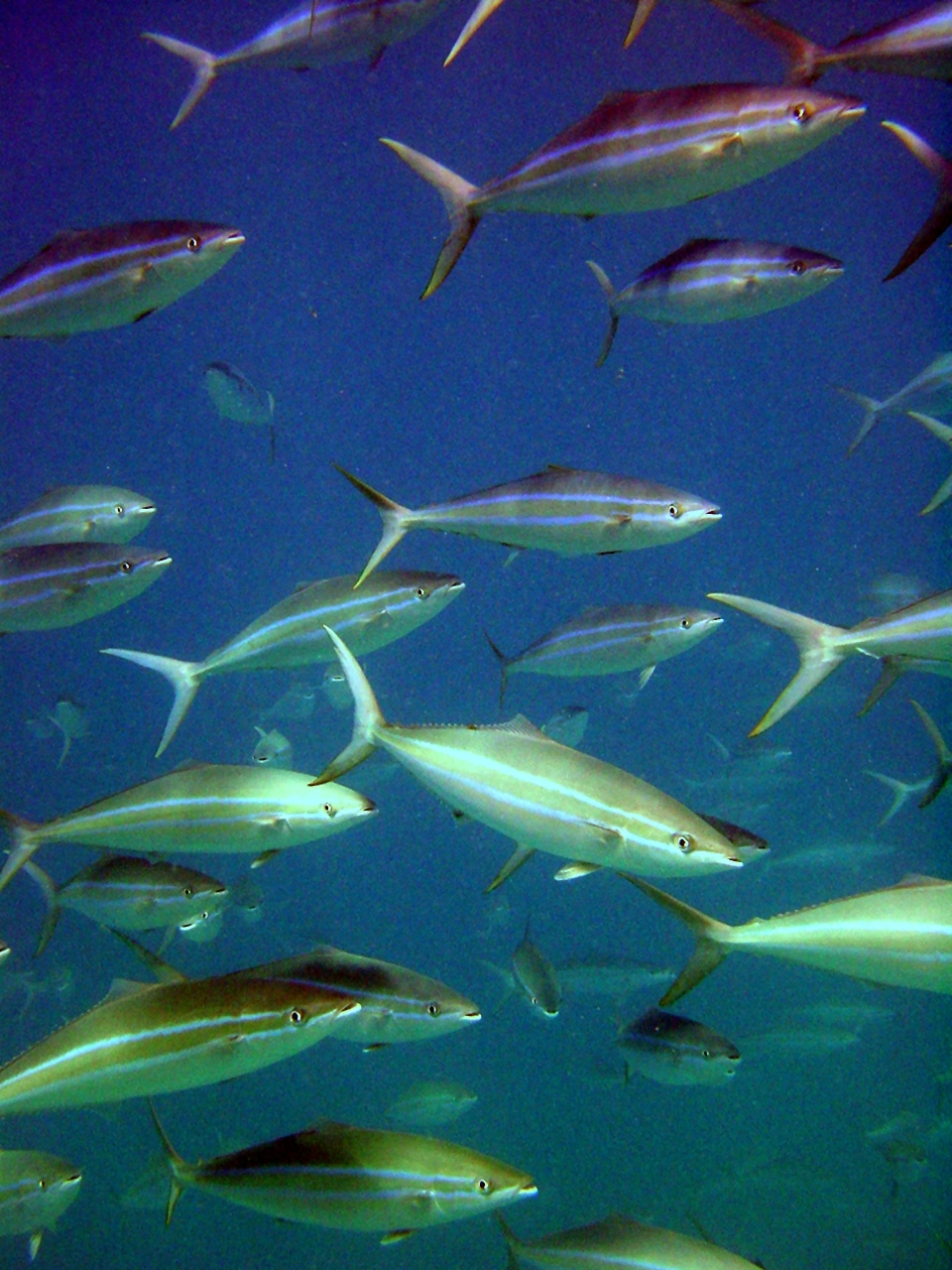

## Биология
Морские пелагические рыбы. Обитают в открытых водах на глубине от 1 до 150 м. Иногда наблюдаются вблизи побережья над скалистыми и коралловыми рифами. Молодь заходит в эстуарии. Образуют стаи от нескольких до сотен особей. Питаются в толще воды мелкими рыбами, головоногими и пелагическими ракообразными. Нерестятся круглогодично, пик нереста наблюдается в разное время в разных частях ареала.
Самки радужной макрели у островов Сан-Паулу впервые созревают (50% в популяции) при средней длине тела 64,6 см. В данном регионе нерестятся в январе — мае. Абсолютная плодовитость у самок длиной от 67 до 91 см варьировала от 1376 до 2628 тысяч ооцитов, в зависимости от длины и массы тела самок.

## Ареал
Широко распространены в тропических и тёплых умеренных водах всех океанов. Западная Атлантика: от Массачусетса вдоль побережья США до Бермудских и Багамских островов; Мексиканский залив, Карибское море; вдоль побережья Южной Америки до Сан-Паулу. Восточная Атлантика: от Сенегала до юга Анголы, включая Азорские и Канарские острова, острова Зелёного мыса, Вознесения и Святой Елены. Восточная Пацифика: от юга Калифорнийского залива до Эквадора, включая океанические острова. Индийский океан: от Красного моря (не отмечены в Персидском заливе) вдоль восточного побережья Африки до ЮАР; вдоль азиатского континента, включая Южную и Юго-восточную Азию, северную и западную Австралию; а также у островов в Индийском океане, включая Мальдивские, Сейшельские и Мадагаскар. Тихий океан: от юга Японии до Восточной Австралии и Новой Зеландии; Гавайские острова.

## Хозяйственное значение
Промысловая рыба. Мировые уловы в 2010-е годы варьировали от 17,8 до 22,75 тысяч тонн. Больше всех ловят Индонезия и Филиппины. Промысел ведётся ярусами, кошельковыми неводами и жаберными сетями. Реализуется в свежем, копчёном, солёном и вяленом виде.